# Skolts

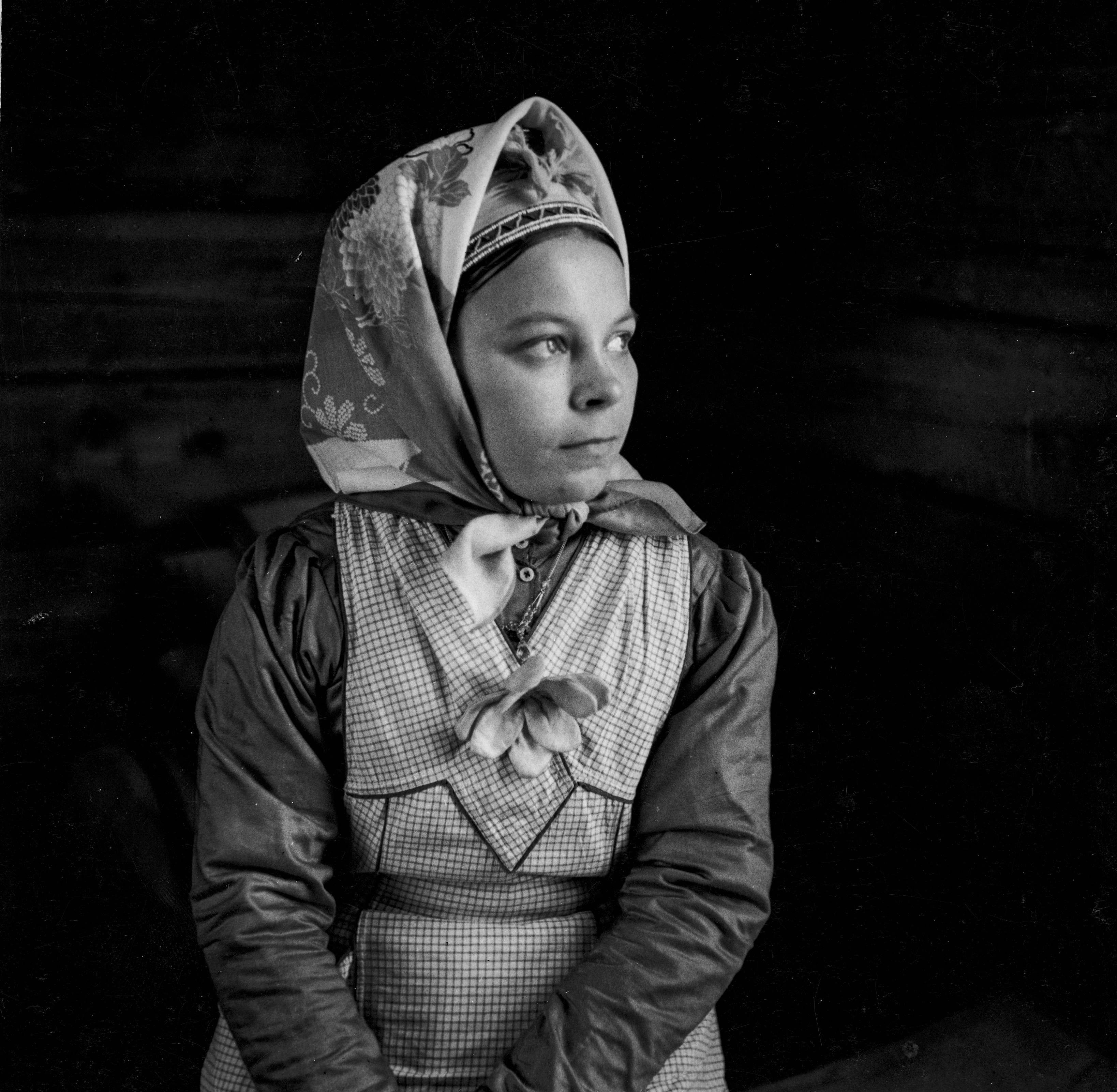
Jeune fille skolt.

Les Skolt Sámi ou Skolts sont un groupe ethnique sami. Ils vivent actuellement dans les villages de Sevettijärvi, Keväjärvi, Nellim dans la commune d'Inari, à plusieurs endroits dans l'oblast de Mourmansk et dans le village de Neiden dans la municipalité de Sør-Varanger. Les Skolts sont considérés comme la population autochtone de la zone frontalière entre la Finlande, la Russie et la Norvège actuelles, c'est-à-dire sur la péninsule de Kola et la partie continentale de la Fennoscandie adjacente. Ils appartiennent au groupe oriental des Samis en raison de leur langue, le same skolt, et de leurs traditions. Ils sont traditionnellement orthodoxes plutôt que chrétiens luthériens, contrairement à la plupart des Samis et des Finlandais.

## Histoire
À la suite du traité de Tartu (1920), le territoire des Skolts est divisé en deux : la partie occidentale, Petsamo, est devenue une partie de la Finlande et la partie orientale est devenue partie de l'Union soviétique. La frontière est devenue une menace pour l'identité des Skolts et leur mode de vie traditionnel, comme l'élevage des rennes, la chasse et la pêche.
De nombreux immigrants finlandais s'installent sur leur territoire. En 1926 ils représentaient un quart de la population de Petsamo, mais en 1930 leur proportion est tombée à un sixième.
Après la guerre d'Hiver (1939) la Finlande perd la péninsule de Rybatchi au profit de l'Union soviétique, et après la guerre de Continuation (1941-1944) elle perd la totalité de Petsamo. En conséquence, le Skolts vivant à Suonikylä et à Paatsjoki sont évacués vers la Finlande. Ceux de Suonikylä à Sevettijärvi, ceux de Paatsjoki à Keväjärvi et le long de la rivière Rautujoki et ceux de Petchenga (ville) dans les villages de Mustola, et Sarmijärvi près de Nellim.

## Démographie
Selon les estimations actuelles, le nombre de Skolts ethniques est de 1250, dont près de 400 parlent le skolt. La plupart d'entre eux, environ 600, vivent en Finlande, environ 400 vivent en Norvège et environ 150 en Russie.

## Religion

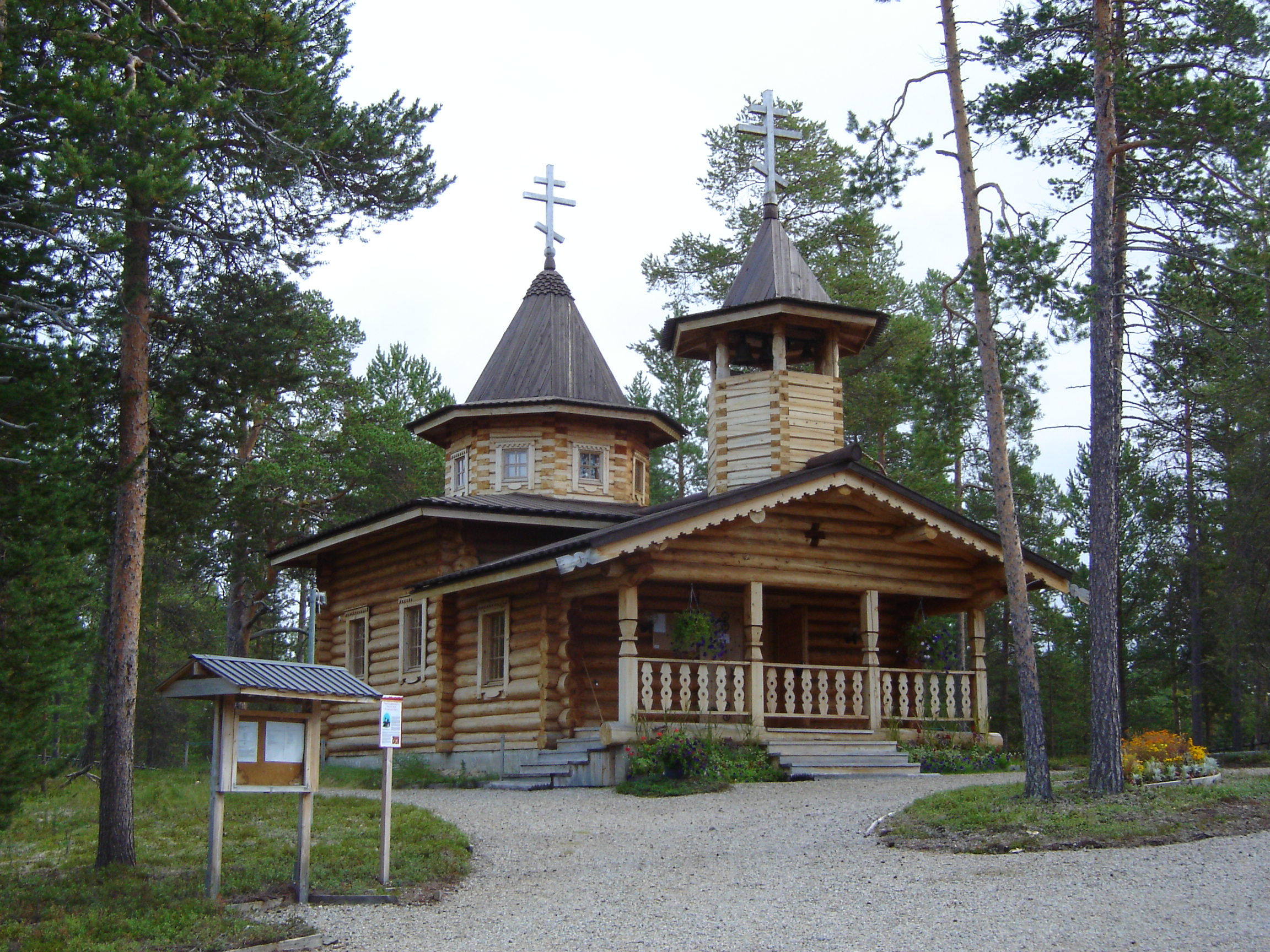
Église orthodoxe en bois de Nellim.

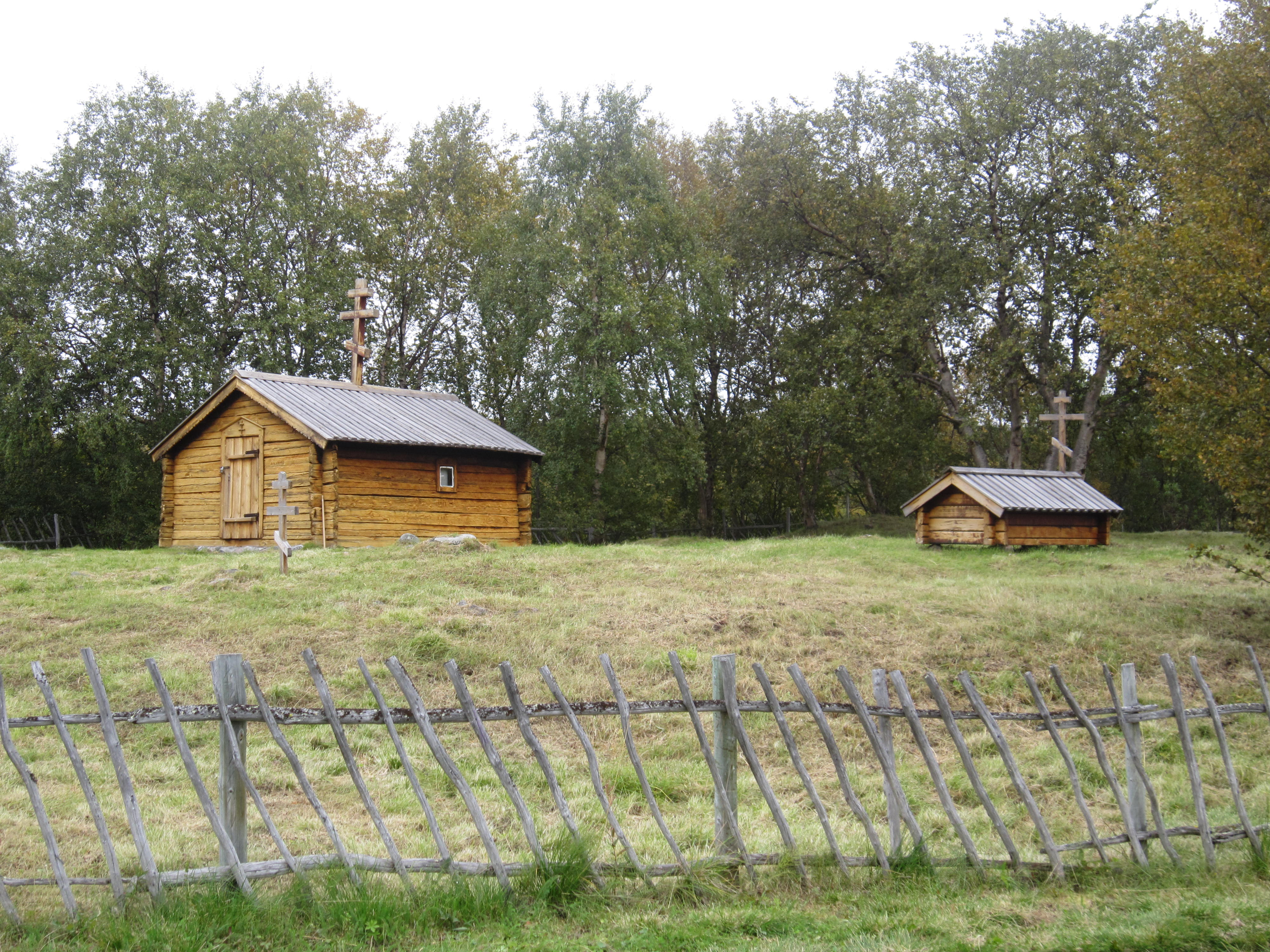
Chapelle orthodoxe de Neiden.

Saint Tryphon de la Petchenga a converti les Skolts au christianisme. Aujourd'hui la majorité des Skolts sont orthodoxes, membres de l'Église orthodoxe de Finlande.